# Конспиративна теория за химическите самолетни линии
Конспиративната теория за химическите самолетни линии (наричани още кемтрейлс, от англ. chemtrails) твърди, че някои следи, оставяни от самолетите в небето, са следи от химически или биологични агенти, преднамерено разпръсквани на големи надморски височини с цели, пазени в тайна от обществеността в секретни, нелегални програми, ръководени от правителствени власти. Тази теория не е приета от научната общност, според която съществуват единствено кондензационни следи (наричани още контрейлс, от англ.) и няма научни доказателства в подкрепа на конспиративната теория за химическите линии.
Като резултат от популярността на тази конспиративна теория официални държавни агенции в САЩ, Канада и Великобритания са получили хиляди оплаквания от хора, които настояват за обяснение. В свое становище Военновъздушните сили на САЩ заявяват, че тази теория е измислица, която „е изследвана и опровергана от множество доказани и акредитирани университети, научни организации и значими медийни публикации“. Министерството на околната среда, водите и селското стопанство на Обединеното кралство посочва, че химическите самолетни линии не са научно признат феномен. Лидерът на правителството в Камарата на общините в канадския парламент отхвърля идеята за химическите самолетни линии като „популяризиран израз“ и добавя, че „тезата за тяхното съществуване няма никаква научна основа“.
Думата „кемтрейл“ (на английски: chemtrail) идва от „кемикъл трейл“ (на английски: chemical trail), т.е. „химически линии“. Тя няма отношение към други форми на разпръскване в атмосферата, като засяването и поливането чрез средствата на селскостопанската авиация, облачното засяване, авиорекламата и противопожарното въздухоплаване. Терминът се отнася конкретно до въздушни следи, които са причинени от систематично изпускане при големи височини на химически субстанции, които не се откриват в обикновените кондензационни следи, което има за резултат образуването на характерни следи в небето. Поддръжниците на тази конспиративна теория обясняват целите на подобна практика с управлението на слънчевата радиация, контрол на популацията, въздействие върху хидрометеорологическите процеси, разпръскване на електропроводящи материали, които да служат за прилагане на електромагнитни супероръжия (като каквото е определяна HAARP), или прилагане на биологическо или химическо оръжие, като се твърди, че тези линии причиняват респираторни и други здравни проблеми.

## История на теорията
Вярващите в тази теория откриват най-ранните си мотиви за нея през 1994 г., когато самолетната компания Hughes Aerospace патентова технология, при която самолетното гориво се смесва с отразяващи материали, в това число частици алуминиев оксид, който ще покрие Земята с химически слънчев щит.
Теорията за конспирацията с кемтрейлс започва да циркулира през 1996 г., когато военновъздушните сили на САЩ са обвинени в „пръскане на американското население с мистериозни субстанции“ чрез самолети, „оставящи необичайни кондензационни следи“. Военновъздушните сили отговарят, че това е мистификация, отчасти подклаждана от цитати от стратегически доклад, чийто проект е изготвен от Американския университет за военно въздухоплаване. Докладът носи заглавие „Климатичното време като умножител на силата: Контролиране на времето до 2025“ и е изготвен в отговор на военна директива за очертаване на стратегическа система за модифициране на климата с цел на утвърждаването на военната доминация на САЩ през 2025 г. Докладът е описан като „въображаемо описание на бъдещи ситуации/сценарии“. По-късно военновъздушните сили поясняват, че докладът „не отразява настоящите военни политики, практики или способности“ и че те „не извършва[т] никакви експерименти или програми за модификация на климата и няма[т] планове да прав[ят] това в бъдеще“. В допълнение отбелязват, че мистификацията с „кемтрейл“ „е изследвана и опровергана от множество доказани и акредитирани университети, научни организации и значими медийни публикации“
През 1998 г. въпросът с химическите следи набира популярност в Канада, и в частност в градчето Еспаньола, северно Онтарио, където се появява слухът, че самолети KC-135 на САЩ (предназначени за зареждане с гориво на други самолети) разпръскват вредни химикали над населението. Истерията се разраства дотам, че на 18 ноември същата година пред канадския парламент е представена петиция от над 500 граждани на Еспаньола с искане „тайната програма за пръскане“ да се прекрати. По това време много от гражданите се оплакват от замайване, внезапна умора, главоболие, астма, болки в ставите и симптоми, подобни на грип. В петицията се сочи още, че в проби от дъждовна вода са открити високи нива на алуминий и кварц.
В отговор на петицията относно „химикалите, използвани за атмосферни разпръсквания, които влияят неблагоприятно върху здравето на канадците“, лидерът на правителството в Камарата на общините отговаря, че „няма реални доказателства – научни или други – в подкрепа на твърдението, че в канадското въздушно пространство се провеждат разпръсквания на големи височини. Терминът 'кемтрейлс′ е просто популярен израз и няма научно доказателство за съществуването им“. Той допълва още: „Убедени сме, че участниците в петицията виждат обичайни кондензационни линии или контрейлс.“
Когато британският министър на околната среда, водите и селското стопанство е попитана „какви изследвания е провело министерството върху замърсяващите ефекти на химическите линии на самолетите“, тя отговаря, че „министерството не изследва химическите линии от самолетите, тъй като те не са научно признат феномен“, но се работи върху въпроса „как се образуват кондензационните линии и какъв ефект имат върху атмосферата“.
Няколко са версиите на теорията за конспирацията с химическите самолетни линии, които циркулират в Интернет и електронните медии. В някои от тях химикалите са сочени като барий и алуминиеви соли, полимерни фибри, торий или силициев карбид. В други случаи се твърди, че в небето се разпръскват електропроводими материали като част от секретна програма за супероръжие, прикрита зад Програмата за високочестотни активни изследвания на полярното сияние (ХААРП).
Вярващите в тази теория са почти единодушни, че кемтрейлс са токсични, но причините, сочени за това, варират в широк диапазон, от хипотезата за тестване на военни оръжия, през контрол върху популацията, до мерки срещу глобално затопляне.
В края на 2000 г. четири федерални агенции на САЩ – Агенцията за защита на околната среда, Федералното управление на гражданската авиация, Националното управление по въздухоплаване и изследване на космическото пространство (НАСА) и Националното управление на океанските и атмосферни изследвания – публикуват официална позиция с факти относно самолетните следи, което е интерпретирано от вярващите в кемтрейлс като доказателство за съществуването на „правителствено прикритие“ на фактите.
Според поддръжниците на теорията за химическите следи те могат да бъдат отличени от обикновените самолетни следи по това, че остават в небето по-дълго, понякога половин ден, като се преобразуват в подобие на перести облаци.

### Теорията в България
Теорията за конспирацията с химическите самолетни следи е популярна и в България. Сред основните ѝ популяризатори е писателят Еленко Ангелов, коментирал кемтрейлс в редица свои участия в телевизионното предаване „На кафе“ по „Нова телевизия“ през 2010 и 2011 г. Въз основа на популярността на теорията в социалната мрежа Фейсбук през 2011 г. предаването „Хрътките“ по телевизия „Би Ти Ви“ прави няколко репортажа по темата, включително журналистическо разследване. В рамките на разследването поддръжниците на теорията посочват място в София, от което желаят да бъде взета и изследвана проба от почвата за наличие на токсични химикали и в частност – тежки метали. Пробата е предоставена за изследване в Института по почвовъдство „Пушкаров“. Резултатите са отрицателни.
На 2 октомври 2012 г. в подготовка за живо предаване за кемтрейлс телевизия Би Ти Ви изпраща запитване до държавно предприятие „Ръководство на въздушното движение“ каква е причината за многобройните бели следи във въздуха през предходния ден. В отговор от предприятието отговарят, че в конкретния ден „влажността на въздуха е била много голяма и затова следите, които реактивните двигатели на самолетите оставят, са се разсейвали по-бавно“.

### Репортажи в електронни медии
- Химически следи – истина или легенда – видеоматериал, излъчен по телевизия Би Ти Ви.
- Хрътките: Феноменът „Химически следи“ – журналистическо разследване, излъчено по телевизия Би Ти Ви.
- Има ли химически следи в почвата в София? – журналистическо разследване, излъчено по телевизия Би Ти Ви.
- Химически следи – документът – резултати от журналистическо разследване, излъчено по телевизия Би Ти Ви.
- Влажността на въздуха – причина за „химическите“ следи от самолетите – разговор в студио по телевизия Би Ти Ви.